# Vučani
 (décembre 2024).
Si vous disposez d'ouvrages ou d'articles de référence ou si vous connaissez des sites web de qualité traitant du thème abordé ici, merci de compléter l'article en donnant les références utiles à sa vérifiabilité et en les liant à la section « Notes et références ».
Vučani est un village de la municipalité de Čazma (Comitat de Bjelovar-Bilogora) en Croatie. Il est relié à la route D26.